# Maljurevac
Maljurevac (en serbe cyrillique : Маљуревац) est un village de Serbie situé sur le territoire de la ville de Požarevac, district de Braničevo. Au recensement de 2011, il comptait 473 habitants.

## Démographie
| 1948 | 1953 | 1961 | 1971 | 1981 | 1991 | 2002 | 2011 |
| ---- | ---- | ---- | ---- | ---- | ---- | ---- | ---- |
| 732  | 781  | 800  | 792  | 751  | 668  | 548  | 473  |

|  |